# Râul Păscoaia
Râul Păscoaia este un curs de apă, afluent pe stânga al râului Lotru aproape de localitatea Păscoaia. Acesta își are obârșia în Munții Lotrului și are o lungime de 20 km. Bazinul său hidrografic acoperă o suprafață de 118 km2.

## Hărți
- Harta Munții Lotrului  Arhivat în 6 mai 2008, la Wayback Machine.